# Скот Еванс
Скот Ендру Еванс (енгл. Scott Andrew Evans; Садбери, 21. септембар 1983) амерички је глумац. Млађи је брат глумца Криса Еванса.

## Биографија
Рођен је 21. септембра 1983. у Садберију. Отац му је стоматолог, а мајка плесачица. Има две сестре, Карли и Шану, као и старијег брата Криса. Студирао је на Универзитету Њујорк. Са 19 година је изашао из ормара и изјаснио се као геј.

## Филмографија
| Улоге Скота Еванса |              |               |       |          |
| Година             | Српски назив | Изворни назив | Улога | Напомена |
| 2023.              | Барби        |               | Кен   |          |